# Пелехи
Ландшафтний заказник місцевого значення «Пелехи» (втрачений), створений на площі 452 га рішенням Полтавської обласної ради від 27.10.1994 року. До складу заказника входила ділянка Кам'янського водосховища в районі гирла р.Ворскли, а також квартали 12-16 Новоорлицького лісництва. Територіально заказник розміщався в межах Кобеляцького району та підпорядковувався Кременчуцькому держлісгоспу.
Головним об’єктом охорони заказника були ділянки псамофітної рослинності.
24 грудня 2002 року Полтавська обласна рада ухвалила рішення «Про оголошення нових територій та об'єктів природно-заповідного фонду», яким було оголошено новий регіональний ландшафтний парк «Нижньоворсклянський» загальною площею 23200 га. До складу новоствореного РЛП увійшов ландшафтний заказник місцевого значення «Лучківський» (1620 га). Разом з тим, п'ять інших заказників і одне заповідне урочище, що увійшли до складу заповідної зони РЛП, були ліквідовані цим же рішенням.
Екологічні організації розцінюють зазначене рішення Полтавської обласної ради як передчасне, оскільки кожен з заказників має власний режим охорони. Увійшовши до складу великого за площею РЛП, заказники втратили режимну ідентичність і надалі охороняються разом з іншою територією РЛП, без урахування індивідуальних особливостей.